# ميشيل برنارد (كاتب)
ميشيل برنارد (بالفرنسية: Michel Bernard)‏ هو مسؤول وكاتب فرنسي، ولد في 14 ديسمبر 1958 في بار لو دوك في فرنسا.